# Talsperre Wippra

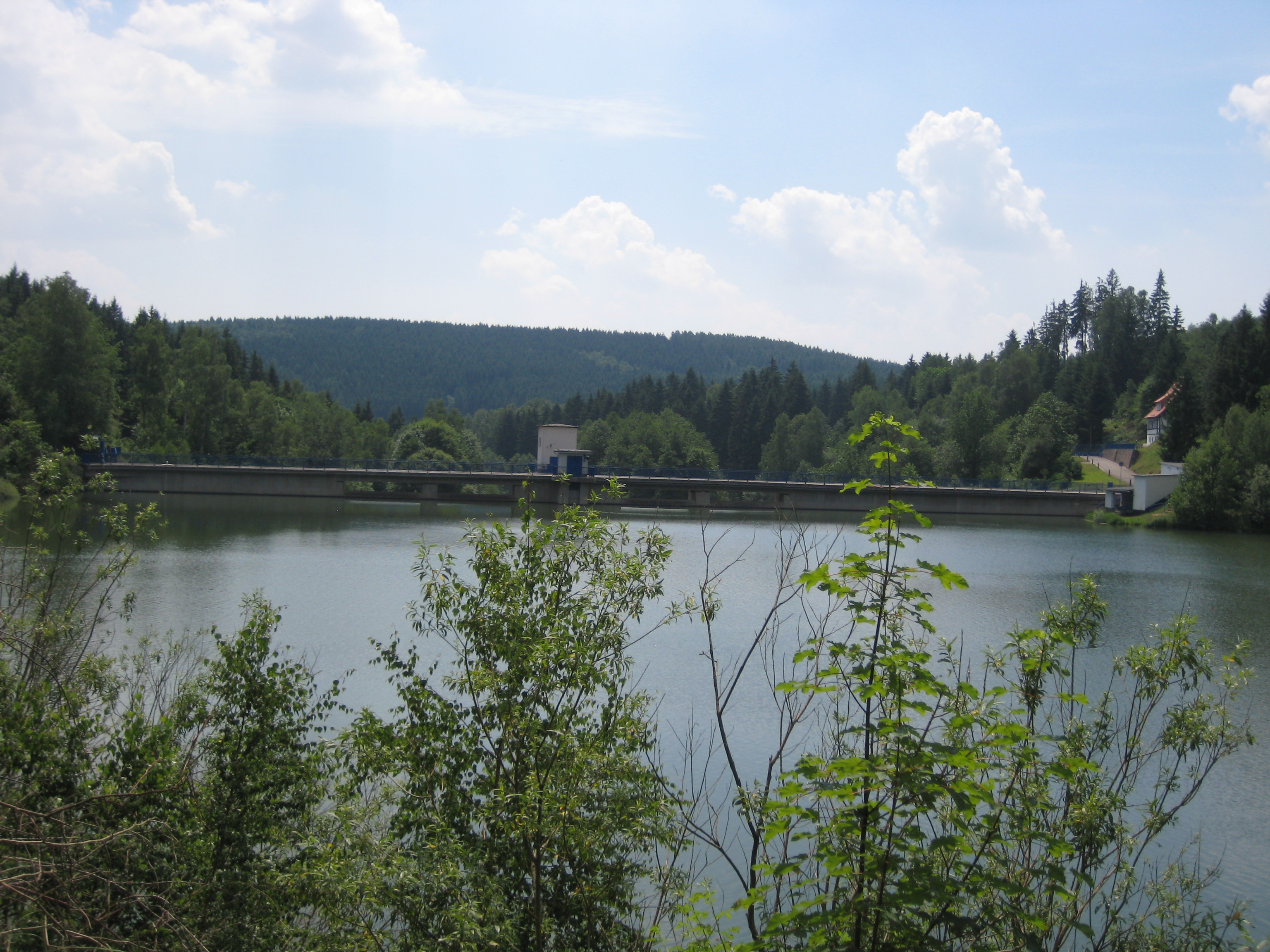
Blick über den Stausee zur Staumauerkrone

Die Talsperre Wippra, auch Wippertalsperre und teils auch Vorsperre Wippra oder Vorsperre Wipper genannt, im Harz ist eine 1951 bis 1952 erbaute, aus Staumauer, Stausee und Wasserkraftwerk bestehende Stauanlage an der Wipper nahe Wippra im Landkreis Mansfeld-Südharz in Sachsen-Anhalt.
Betreiber ist der Talsperrenbetrieb Sachsen-Anhalt, der insgesamt 31 Talsperren unterhält. Die Talsperre dient zur Niedrigwasseraufhöhung, dem Hochwasserschutz, der Fischerei, zur Naherholung und der Stromerzeugung.

## Geographische Lage
Die Talsperre Wippra liegt im Unterharz unmittelbar östlich außerhalb des Naturparks Harz/Sachsen-Anhalt. Nahe Mansfeld erstreckt sie sich rund 5 km westsüdwestlich des Sangerhausener Ortsteils Wippra am Saale-Zufluss Wipper.

## Staumauer
Die gerade Gewichtsstaumauer aus Beton staut durch ihr Eigengewicht die Wipper auf. Sie ist etwa 126 m lang, 18 m (anderen Angaben zufolge 17,9 m) hoch und an ihrer Krone 6 m sowie an der Basis rund 18 m breit. Über der Gründungssohle ist sie 24,9 m hoch.  Die Fugendichtung erfolgte mit Kupferblech. Zur Hochwasserentlastung ist die Mauer mit einem freien Kronenüberlauf versehen

## Stausee
Der Stausee ist etwa 32 ha (0,32 km²) groß. Er erstreckt sich etwa in West-Ost-Richtung auf rund 2,2 km Länge und ist im Mittelteil etwa 190 m breit. Er hat rund 2 Mio. m³ Speicherraum Seine Wasseroberfläche liegt auf 292,6 m ü. NN.

## Wasserkraftwerk
Mit dem in die Staumauer integrierten Wasserkraftwerk wird Strom aus Wasserkraft gewonnen. Die installierte Leistung beträgt 22 kW. Als Grundablass dient eine 17 m lange Stahlleitung DN 600 (Kreisprofil), die mit Revision-Gleitschützen (1,3 m × 1,1 m), einer Absperrklappe DN 600 (Kreisprofil), einem Ringkolbenschieber DN 600 (Kreisprofil), einer Nebenschlussleitung DN 300 (Kreisprofil) mit 2 Keilflachschiebern und einer Francis-Turbine zur Stromeigenversorgung ausgerüstet ist. Die Grundablassleistung erreicht bei Vollstau bis zu 3 m³/s.

## Geschichte
Über Jahrhunderte wurde das Mansfelder Land durch den Kupferschiefer-Bergbau sowie die Verhüttung des daraus gewonnenen Erzes geprägt. Generell stehen dabei Wasser und Bergbau gegensätzlich zueinander, denn das Wasser ist der "Feind" des Bergmanns. Andererseits wird das Wasser zur Gewinnung von Erzen benötigt. Das war der Grund, weshalb man in vielen Gebieten des Harzes Talsperren (Kunstgewässer) anlegte, die noch heute die Landschaft prägen.
So auch im Fall der Talsperre Wippra, die eigentlich als Vorsperre geplant war. Ihre Staumauer wurde von Februar 1951 bis November 1952 gebaut, um die Brauchwasserversorgung der Kupferverarbeitenden Betriebe in Mansfeld und Hettstedt zu sichern; es sollte die konstante Wasserversorgung des VEB Mansfeld-Kombinat "Wilhelm Pieck" abgesichert werden. Ursprünglich plante man den Bau einer (größeren) Hauptsperre, deren Absperrbauwerk zwischen dem heutigen Stausee und Wippra nahe dem westlichen Dorfende errichtet werden sollte. Dazu kam es jedoch nie; die Gründe dafür liegen sicher im geringen Wasserverbrauch bei der Verhüttung. Die Funktion der Talsperre zum Hochwasserschutz ist als Vorsperre eher eingeschränkt.

## Tourismus und Wandern
Die Talsperre Wippra ist beliebtes Ausflugsziel, und es werden Führungen durch das Innere der Staumauer angeboten. Die Talsperre ist als Nr. 219 in das System der Stempelstellen der Harzer Wandernadel einbezogen; der Stempelkasten (⊙) befindet sich am Aussichtspunkt auf etwa der Hälfte des Rundwanderweges, rechtsseitig. Um den Stausee führt ein etwa 5,8 km langer Rundwanderweg, und zudem gibt es seit 2009 südlich bis südwestlich des Stausees den Harzer Naturistenstieg, den ersten offiziellen Nacktwanderweg Deutschlands.

## Galerie

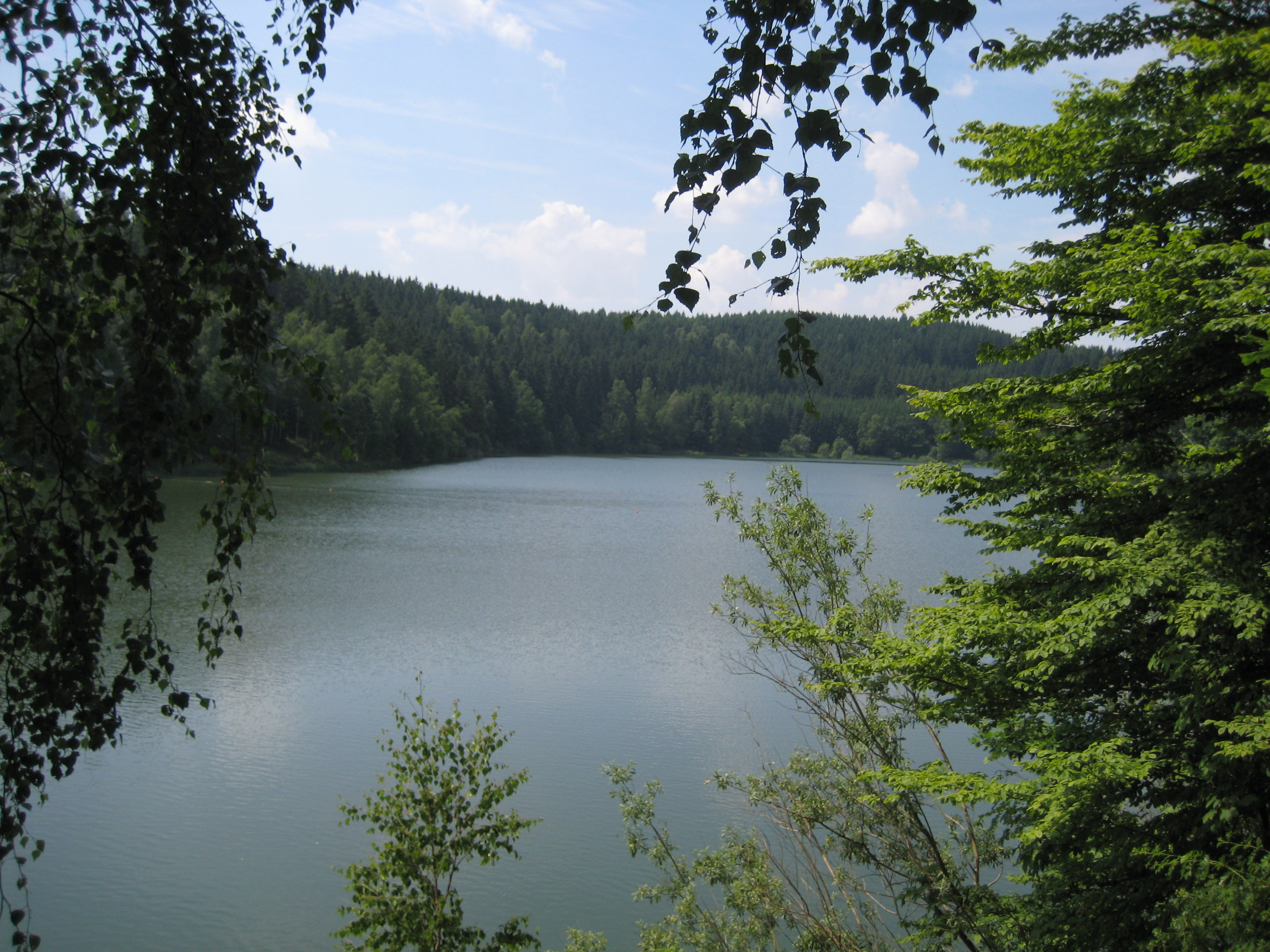
Talsperre Wippra
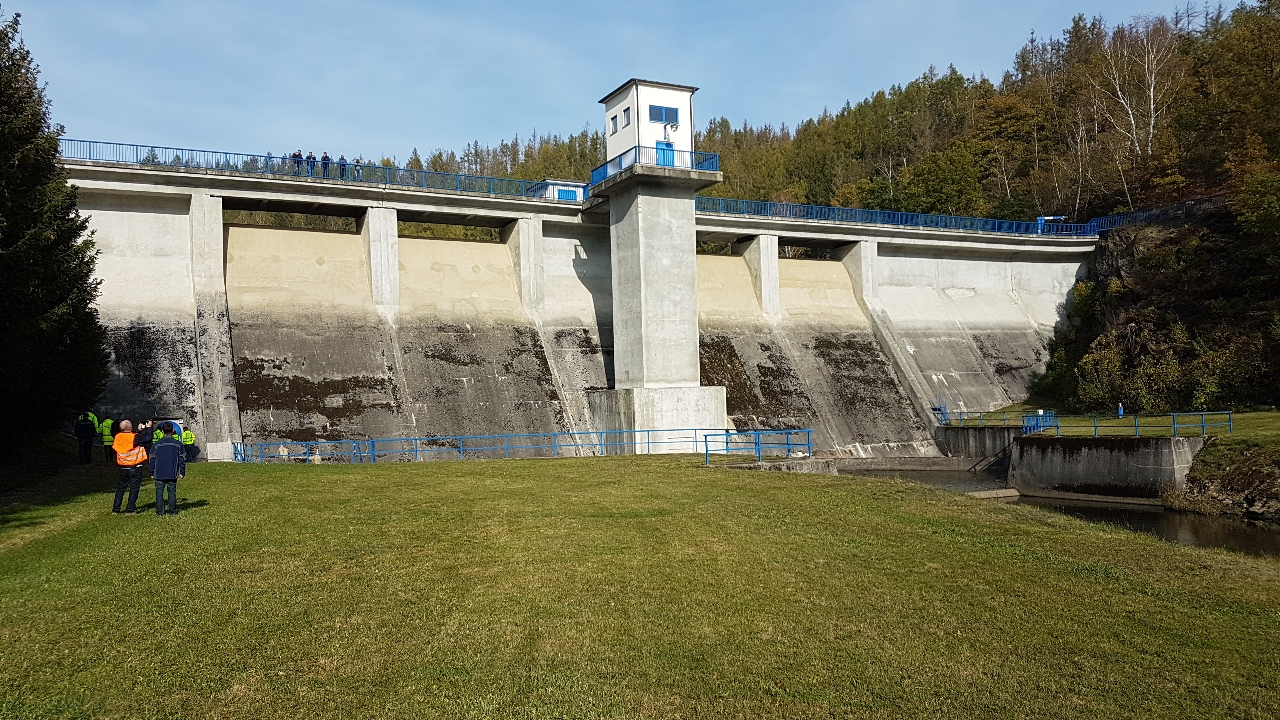
Maueransicht von der Luftseite
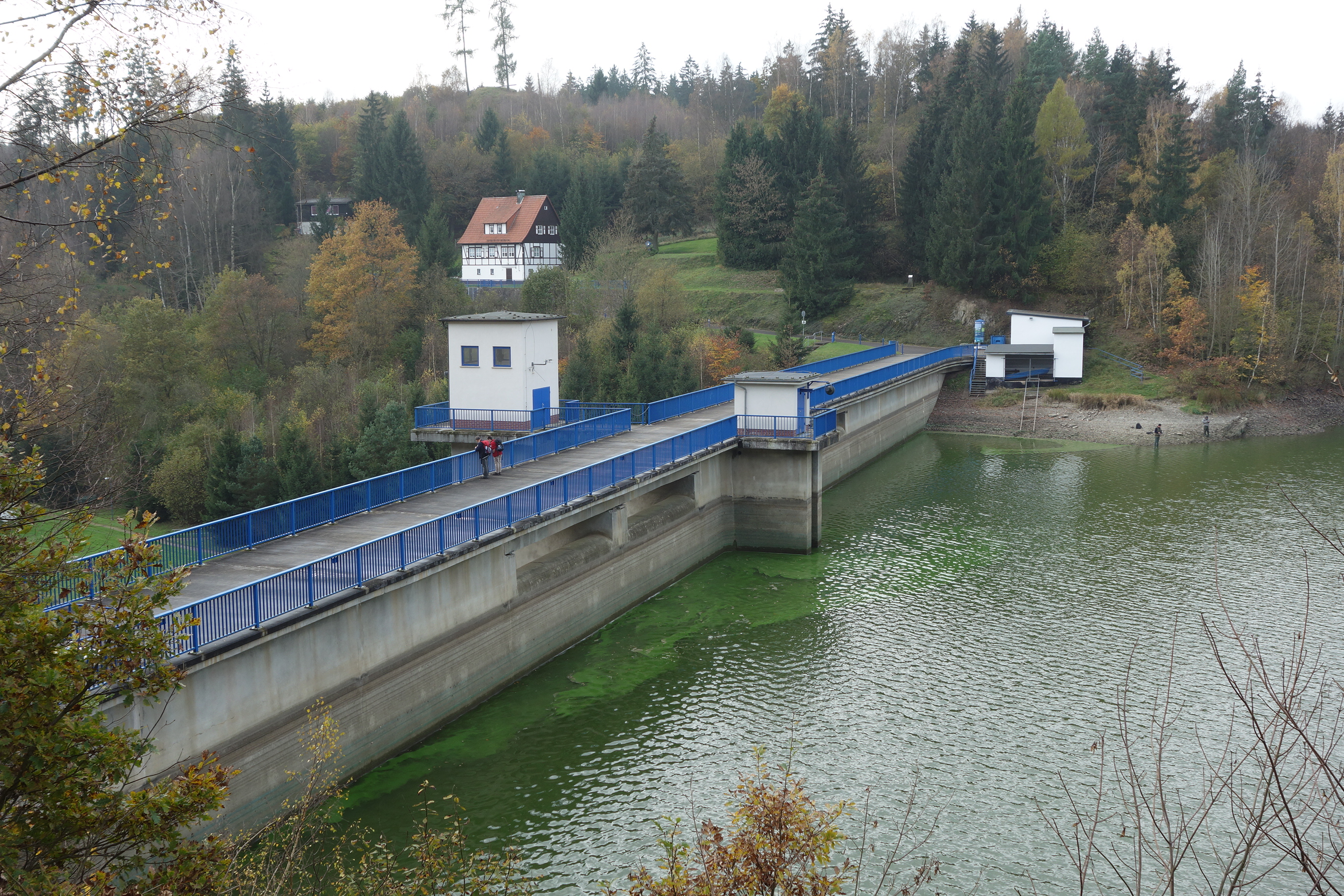
Staumauer Talsperre Wippra von oben
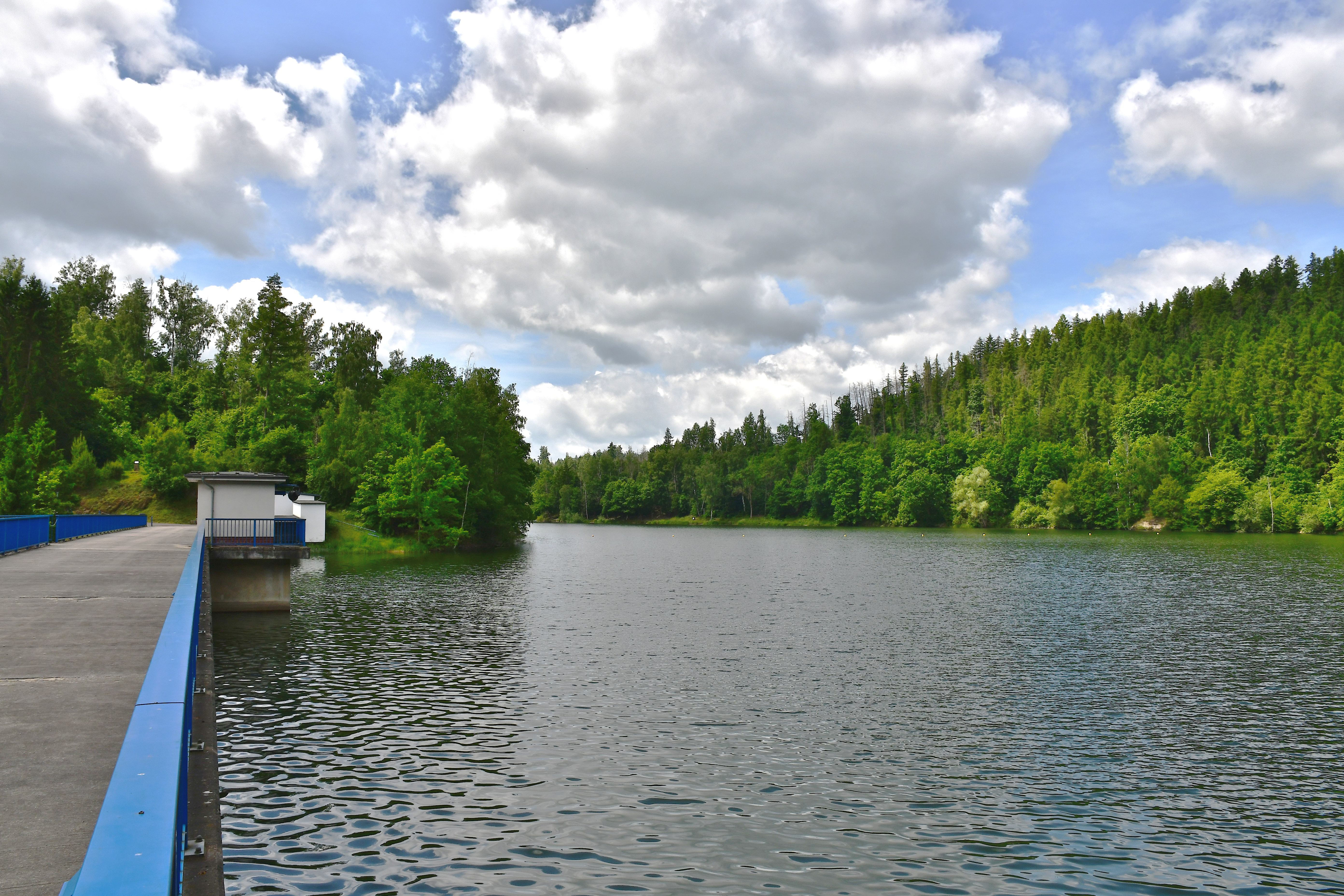
Blick auf den Stausee vom östlichen Rand der Staumauer
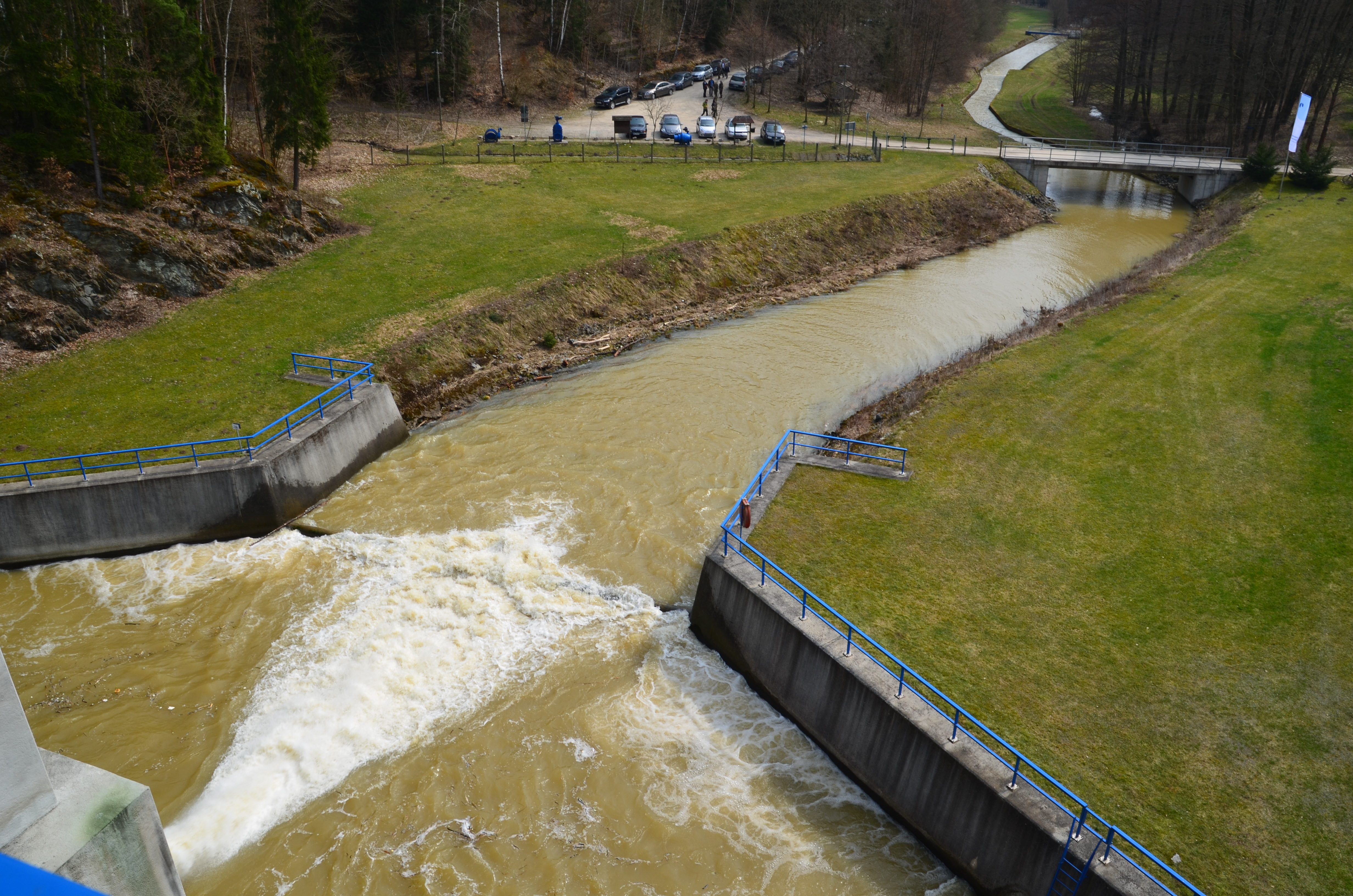
Ablauf
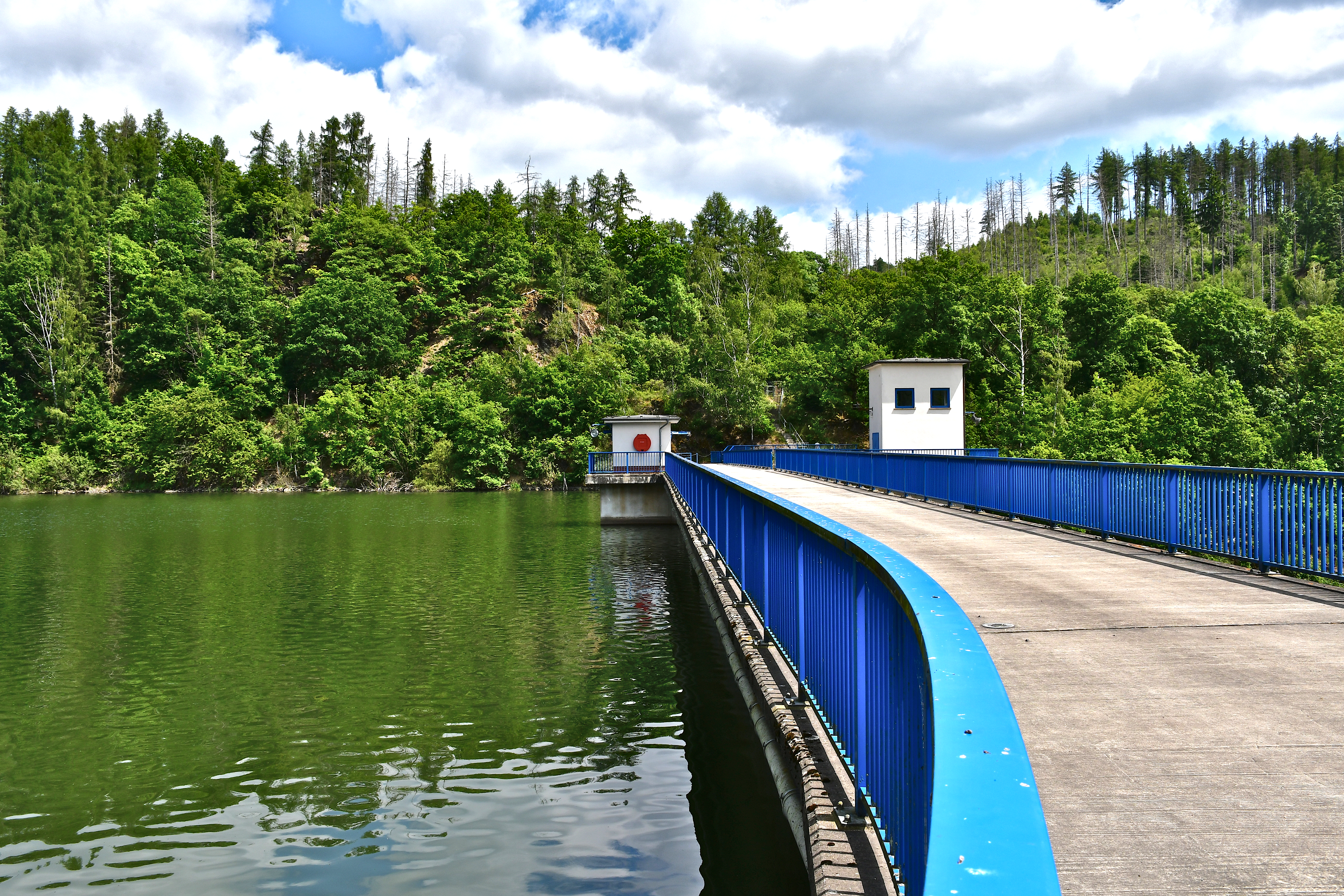
Blick auf den Stausee vom westlichen Rand der Staumauer
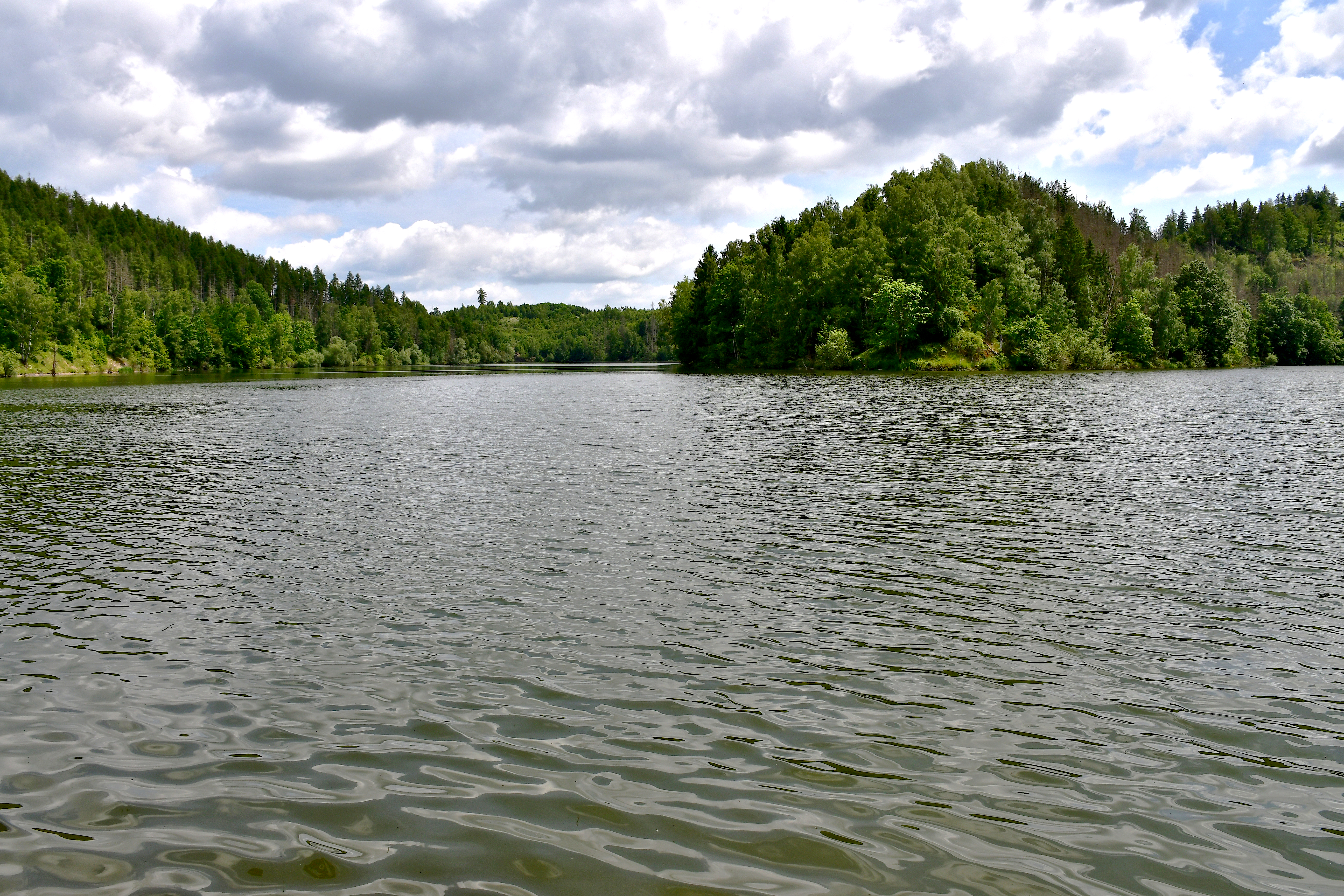
Stausee vom nördlichen Ufer
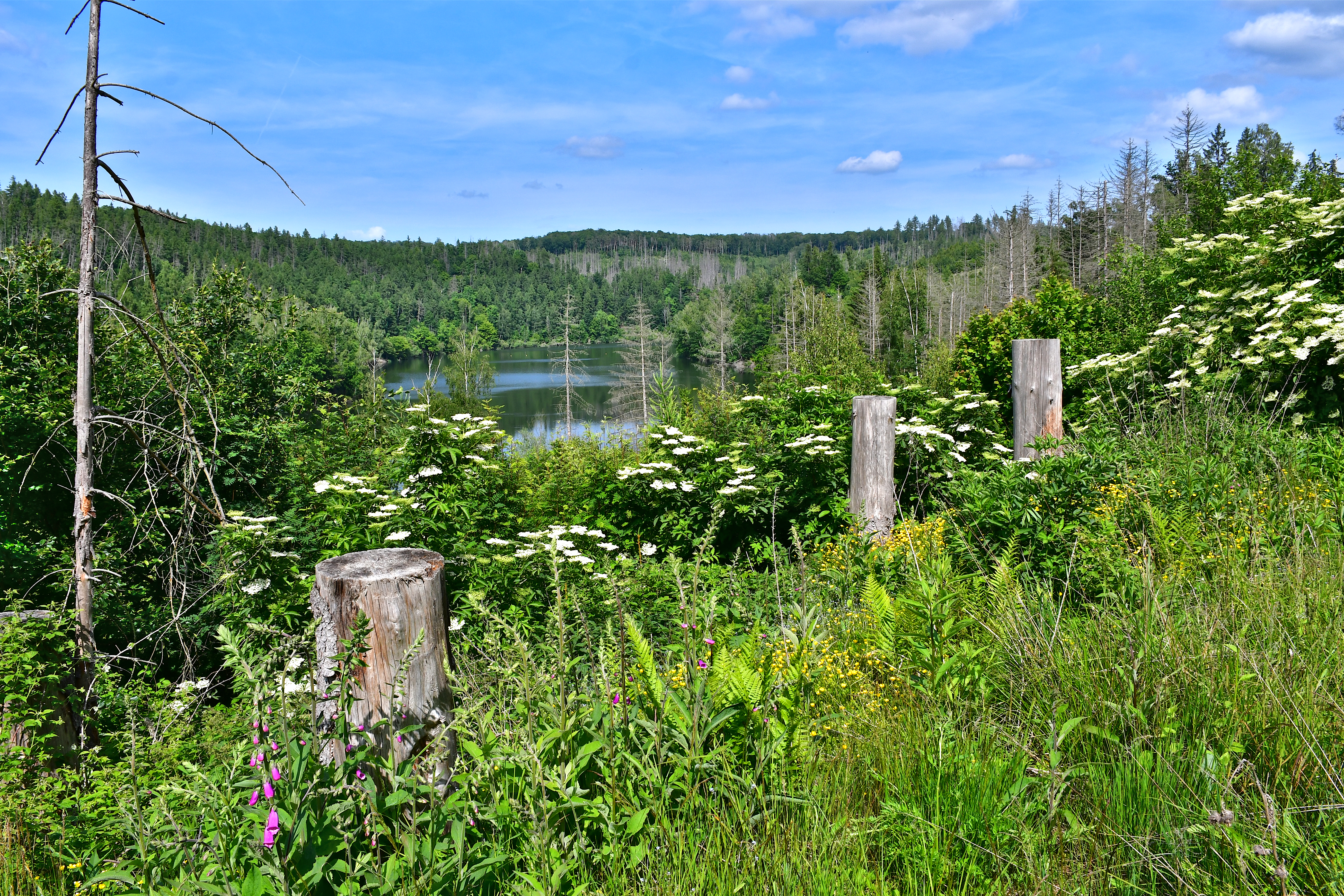
Blick auf den Stausee vom südlichen Wanderweg